# Sebastian Larsson
Sebastian Bengt Ulf Larsson (Eskilstuna, 6 de junho de 1985) é um ex-futebolista sueco que atuava como volante. 

## Carreira
No inicio de 2011, conhecido por sua extrema técnica, visão de jogo, controle de bola e passes precisos, foi emprestado para o Manchester United, onde conquistou o título da Liga Inglesa, Supercopa da Inglaterra e a Copa da Liga Inglesa após vencerem por 2 a 1, um jogo contra o Arsenal. Foi o primeiro título do clube inglês depois de 48 anos. Em 2015, voltou do empréstimo após o Juventus retroceder a cláusula de rescisão, depois de Larsson receber oferta do Bayërn de Munique, disse Massimiliano Allegri em entrevista a ESPN.
"Eu vi que ele é quem precisamos no time, um líder. Apesar da pouca idade será o capitão, o referente. Ele já é um dos melhores laterais do mundo, e a Juventus tem um futuro a ele."
Ele fez parte do elenco da Seleção Sueca de Futebol da Eurocopa de 2016.